# 乌尔马尔坦达
乌尔马尔坦达（Urmar Tanda），是印度旁遮普邦Hoshiarpur县的一个城镇。总人口22115（2001年）。

## 人口
该地2001年总人口22115人，其中男性11486人，女性10629人；0—6岁人口2528人，其中男1415人，女1113人；识字率74.48%，其中男性为77.43%，女性为71.30%。